# Filzip
Filzip — бесплатный файловый архиватор, работающий в среде Microsoft Windows. Разработан немецким студентом Филиппом Энгелом.

## Форматы
Filzip полностью поддерживает форматы сжатия BH, CAB, gzip, JAR, LHA, tar, ZIP, а также следующие типы файлов на открытие и разархивирование: ACE, ARC, ARJ, RAR, UUE, XXE, zoo.

## Возможности
Основные возможности и особенности Filzip:
- Поддержка многотомных архивов
- Создание самораспаковывающихся архивов
- Преобразование самораспаковывающихся архивов в обычные
- Шифрование c использованием AES
- Интеграция в контекстное меню Проводника Windows
- Извлечение группы архивов в один каталог
- Поддержка автоматического сканирования на вирусы с использованием антивирусов
- Поддержка различных языков интерфейса, в том числе русского.
- Встроенный почтовый клиент
- Проверка обновлений программы через Интернет